# غابور إسترهازي
غابور إسترهازي (بالمجرية: Esterházy Gábor)‏ هو ملحن مجري، ولد في 8 أكتوبر 1580، وتوفي في 28 ديسمبر 1626.